# Белизско-венесуэльские отношения
Белизско-венесуэльские отношения — двусторонние дипломатические отношения между Белизом и Венесуэлой. Государства являются членами Организации Объединённых Наций.

## История
Государства установили дипломатические отношения 25 апреля 1989 года.
Белиз был одной из десяти стран Центральной Америки и Карибского бассейна, подписавших 19 октября 2000 года Каракасское энергетическое соглашение, согласно которому Венесуэла должна была продавать нефть на льготных условиях оплаты, включая годовой льготный период и пятнадцатилетний кредитный период с годовой ставкой 2 %.
11 августа 2016 года правительство Белиза присоединилось к совместной декларации 15 стран-членов Организации американских государств (ОАГ), в которой от имени организации содержался призыв к началу «откровенного диалога» в Венесуэле для проведения «безотлагательного» референдума в Венесуэле.
В апреле 2017 года, во время конституционного кризиса и протестов в Венесуэле, спустя несколько дней после того, как Верховный трибунал Венесуэлы взял под свой контроль законодательную власть, Белиз воздержался при голосовании по резолюции Организации американских государств, осуждающей «нарушение конституционного порядка», принятой консенсусом на специальной сессии.
17 сентября 2017 года Белиз приостановил свое участие в «Петрокарибе» из-за проблем с компанией Petróleos de Venezuela, связанной с обеспечением бесперебойных поставок нефти.
Белиз также воздержался при голосовании по резолюции Организации американских государств, принятой 5 июня 2018 года, в которой были непризнаны результаты президентских выборов в Венесуэле, состоявшихся 20 мая, на которых победителем был объявлен Николас Мадуро.